# Atlas Model Railroad
A Atlas Model Railroad é uma empresa Norte americana, fabricante de artefatos de ferromodelismo, a maioria nas escalas O (1/48), HO (1/87) e N (1:160).

## Histórico

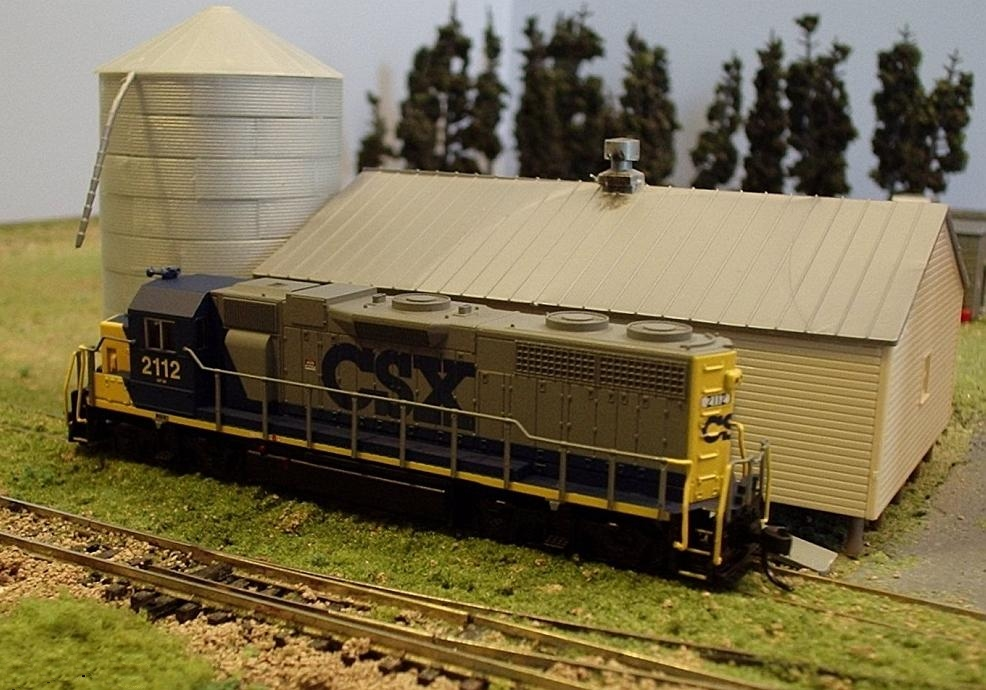
Modelo de uma locomotiva CSX 2112 (uma EMD GP38 fabricado pela Atlas Model Railroad.

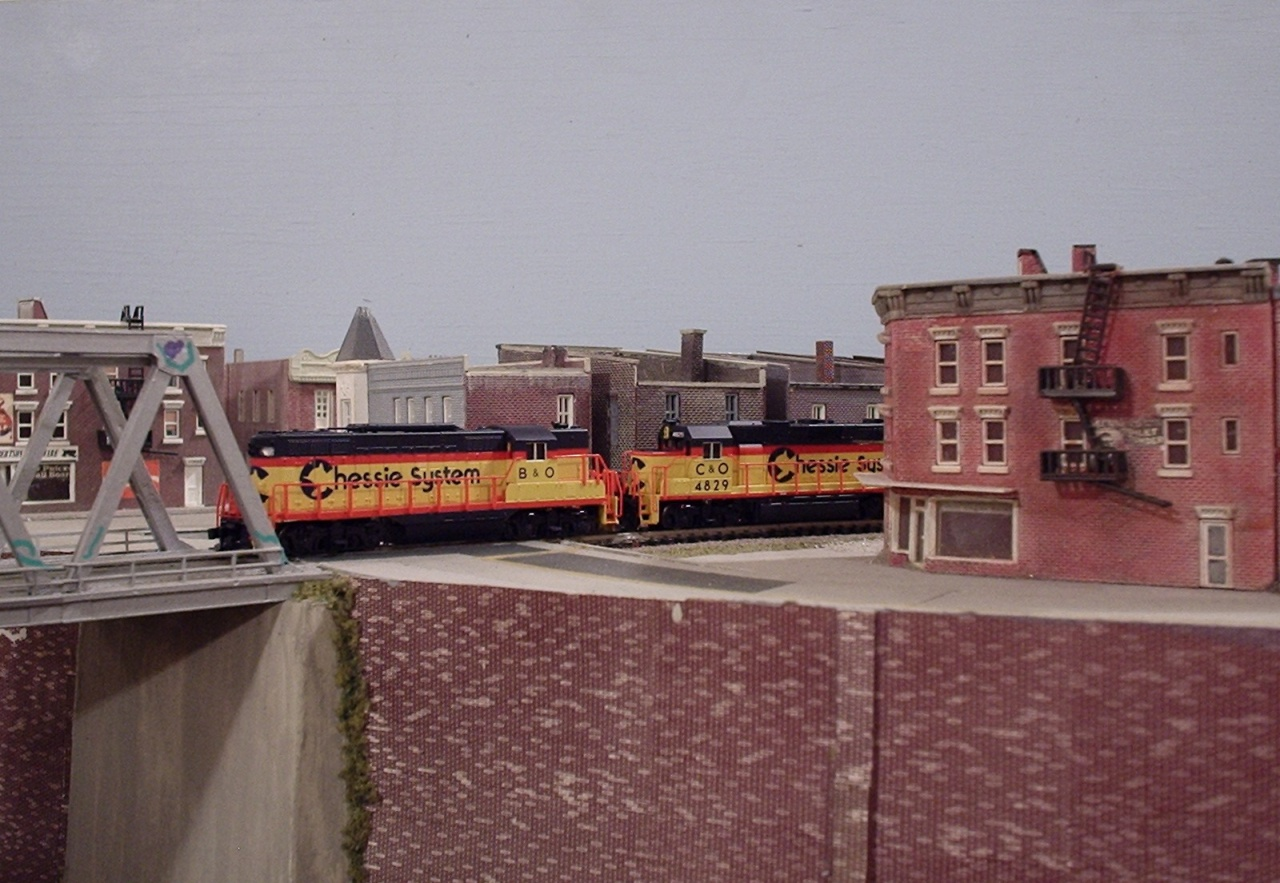
Modelo de uma locomotiva EMD GP9 fabricado pela Atlas Model Railroad.

Fundada em 1924 pelo emigrante checo, Stephan Schaffan Sr., a empresa começou como uma loja de máquinas em geral numa pequena garagem em Newark, Nova Jersey. Com sua experiência anterior na fabricação de ferramentas, Schaffan se formou como primeiro da classe na Essex County Vocational School em 1933. Stephan Schaffan Jr. se juntou ao pai nos negócios com a idade de 16 anos. Steve Jr. construía modelos de aviões e frequentava as lojas de hobby locais. Com o espírito empreendedor que tinha, logo conseguiu trabalho melhorando e customizando alguns itens de  ferromodelismo. Naquela época, os ferromodelistas tinham que montar tudo do zero. Steve Jr. criou o "switch kit", que vendeu tão bem, que toda a família trabalhava na sua produção à noite. Logo em seguida, Steve Jr. desenvolveu um sistema de grampos para fixar os trilhos numa posta de fibra, e como consequência, produziu os primeiros desvios pré-montados e também a "pista flexível". Todos esses produtos e mais alguns, ajudaram a popularizar o ferromodelismo e criaram um hobby de massa. Com o sucesso do negócio, pai e filho constituíram a primeira fábrica em Hillside, Nova Jérsei, em 1947. Em 30 de setembro de 1949, a Atlas Tool Company Inc., já com o status de "fábrica", foi oficialmente criada.
Por seus méritos, Steve acabou se tornando um líder inovador do ferromodelismo, conhecido mundialmente. Ele criou produtos que se tornaram legendários, como: a Super-Flex® Track, os Snap-Switches®, os desvios Custom-Line®, entre outros. O sucesso de seus produtos na Europa, na Ásia e nos Estados Unidos, elevaram o ferromodelismo a um novo patamar. Em 1985, Steve recebeu uma homenagem póstuma pela qualidade de suas invenções da Model Railroad Industry Association, e foi incluído no "hall da fama" daquela instituição. Ele também foi indicado e entrou para a National Model Railroad Association Pioneers of Model Railroading em 1995. Ao longo dos anos, a Atlas vem constantemente expandindo sua linha de  produtos em todos os aspectos do ferromodelismo nas escalas HO e N, com uma enorme gama de modelos e esquemas de cores e decorações. Os produtos da Atlas se destacam por sua riqueza de detalhes, acabamento delicado, porém resistente, além de um excelente passo e operação suave em baixas velocidades. Ela produz também todos os acessórios necessários para controlar os trens, mantendo o mesmo nível de qualidade.